# Jumilhac-le-Grand
Pour les articles homonymes, voir Jumilhac.
Jumilhac-le-Grand est une commune française située dans le département de la Dordogne, en région Nouvelle-Aquitaine. De 1790 à 2015, la commune était le chef-lieu du canton de Jumilhac-le-Grand.
Elle est intégrée au parc naturel régional Périgord-Limousin. La commune est notoirement connue pour son château.

## Géographie

### Généralités
Avec plus de 66 km2, Jumilhac-le-Grand est la septième commune la plus étendue du département de la Dordogne. Dans le quart nord-est du département, en Nontronnais, elle est limitrophe de la Haute-Vienne. C'est une commune rurale qui fait partie de l'aire d'attraction de Saint-Yrieix-la-Perche. Elle est arrosée par l'Isle et son affluent le Périgord.
Le bourg de Jumilhac-le-Grand, à l'intersection des routes départementales (RD) 78 et 79, se situe, en distances orthodromiques, onze kilomètres à l'ouest-sud-ouest de Saint-Yrieix-la-Perche et quatorze kilomètres au nord-est de Thiviers. Il est établi en rive gauche de l'Isle qui le contourne dans des gorges à l'ouest.
Le territoire communal est également desservi au nord par la RD 79E et au sud par la RD 80.

### Communes limitrophes
La commune est limitrophe de huit autres communes, dont quatre dans le département de la Haute-Vienne. Au nord, Bussière-Galant n'est limitrophe que sur une soixantaine de mètres.
| Saint-Priest-les-Fougères | Bussière-Galant (Haute-Vienne), Ladignac-le-Long (Haute-Vienne) | Le Chalard (Haute-Vienne)             |
| Saint-Paul-la-Roche       | Jumilhac-le-Grand                                               | Saint-Yrieix-la-Perche (Haute-Vienne) |
|                           | Sarrazac                                                        | Sarlande                              |

### Géologie et relief

#### Géologie
Situé sur la plaque nord du Bassin aquitain et bordé à son extrémité nord-est par une frange du Massif central, le département de la Dordogne présente une grande diversité géologique. Les terrains sont disposés en profondeur en strates régulières, témoins d'une sédimentation sur cette ancienne plate-forme marine. Le département peut ainsi être découpé sur le plan géologique en quatre gradins différenciés selon leur âge géologique. Jumilhac-le-Grand est dans le gradin extrême nord-est que constitue le dernier contrefort du Massif central, avec des roches cristallines formées à l'ère primaire, antérieurement au Carbonifère.
Les couches affleurantes sur le territoire communal sont constituées de formations superficielles du Quaternaire, de roches sédimentaires  datant pour certaines du Cénozoïque, et pour d'autres du Mésozoïque et du Paléozoïque, ainsi que de roches métamorphiques et magmatiques. La formation la plus ancienne, notée ξ1, se compose de micaschistes lamelleux à deux micas, parfois grenats et silicates d'alumine (groupe de la Dronne, Néoprotérozoïque à Cambrien). La formation la plus récente, notée CFp, fait partie des formations superficielles de type colluvions indifférenciées de versant, de vallon et plateaux issues d'alluvions, molasses, altérites. Le descriptif de ces couches est détaillé dans  les feuilles « no 711 - Châlus » et « no 712 - Nexon » de la carte géologique au 1/50 000 de la France métropolitaine, et leurs notices associées,.

Carte géologique de Jumilhac-le-Grand.

#### Relief et paysages
Le département de la Dordogne se présente comme un vaste plateau incliné du nord-est (491 m, à la forêt de Vieillecour dans le Nontronnais, à Saint-Pierre-de-Frugie) au sud-ouest (2 m à Lamothe-Montravel). L'altitude du territoire communal varie quant à elle entre 186 m au sud-ouest, là où l'Isle quitte la commune pour servir de limite entre celles de Saint-Paul-la-Roche et Sarrazac, et 442 m en limite nord-est du territoire communal, en bordure de Saint-Yrieix-la-Perche, au lieu-dit la Croix de Teulet.
Dans le cadre de la Convention européenne du paysage entrée en vigueur en France le 1er juillet 2006, renforcée par la loi du 8 août 2016 pour la reconquête de la biodiversité, de la nature et des paysages, un atlas des paysages de la Dordogne a été élaboré sous maîtrise d’ouvrage de l’État et publié en octobre 2020. Les paysages du département s'organisent en huit unités paysagères et 14 sous-unités. La commune est dans l'unité paysagère du « Périgord limousin » qui correspond à la région naturelle du Nontronnais. Ce territoire forme un plateau collinaire aux pentes douces et sommets arasés, d’altitude moyenne autour des 300 m dont le point culminant est également celui de la Dordogne. Ce plateau cristallin est vallonné et dominé par les prairies aux horizons boisés. Il est entaillé de vallées profondes aux versants forestiers,.
La superficie cadastrale de la commune publiée par l'Insee, qui sert de référence dans toutes les statistiques, est de 66,67 km2,,. La superficie géographique, issue de la BD Topo, composante du Référentiel à grande échelle produit par l'IGN, est quant à elle de 68,05 km2.

### Hydrographie

#### Réseau hydrographique
La commune est située dans le bassin de la Dordogne au sein du Bassin Adour-Garonne. Elle est drainée par l'Isle, la Rochille, le Périgord, le Roulet, la Fouillarge, le Galet, le Grand Gaulier, le ruisseau de Combeyrol, le ruisseau du Ruchalait et par divers petits cours d'eau, qui constituent un réseau hydrographique de 86 km de longueur totale,.
L'Isle, d'une longueur totale de 255,29 km, prend sa source dans la Haute-Vienne dans la commune de Janailhac et se jette dans la Dordogne — dont elle est le principal affluent — en rive droite face à Arveyres, en limite de Fronsac et de Libourne,. Elle traverse la commune sur plus de vingt kilomètres, marquant sa limite sur sept kilomètres au nord-est, face au Chalard, et sur trois kilomètres et demi au sud-ouest, face à Saint-Paul-la-Roche.
La Rochille, d'une longueur totale de 10,47 km, prend sa source dans la commune de Saint-Priest-les-Fougères et se jette dans la Valouse en rive gauche à Saint-Paul-la-Roche, 550 mètres en amont de la confluence Valouse-Isle. Elle sert de limite territoriale à l'ouest sur un kilomètre, face à Saint-Paul-la-Roche et à Saint-Priest-les-Fougères.
Le Périgord, d'une longueur totale de 11,13 km, prend sa source dans la Haute-Vienne dans la commune de Bussière-Galant et se jette dans l'Isle en rive gauche sur la commune, à 1,2 km au nord du bourg, au lieu-dit la Faye. Il arrose la commune depuis le nord-est sur près de trois kilomètres et demi.
Le Roulet, ou Laveau dans sa partie amont, d'une longueur totale de 11,71 km, prend sa source dans l'est de la commune, au lieu-dit Fayemendie, et se jette dans le Boucheron en rive droite à Sarrazac, 1,2 km au sud-est du bourg. Il sert de limite communale à l'est sur 500 mètres face à Saint-Yrieix-la-Perche puis sur trois kilomètres au sud, face à Sarrazac.
Cinq autres affluents de l'Isle arrosent le territoire communal :
- en rive droite, à l'ouest le Grand Gaulier sur près de deux kilomètres et demi en limite de Saint-Paul-la-Roche, et au nord le Galet qui borde la commune sur trois kilomètres et demi face à Ladignac-le-Long et Le Chalard ;
- en rive gauche, la Fouillarge sur plus de trois kilomètres et demi, le ruisseau du Ruchalait sur près de cinq kilomètres et demi et le ruisseau de Combeyrol sur plus de trois kilomètres dont 500 mètres en limite de Sarrazac.

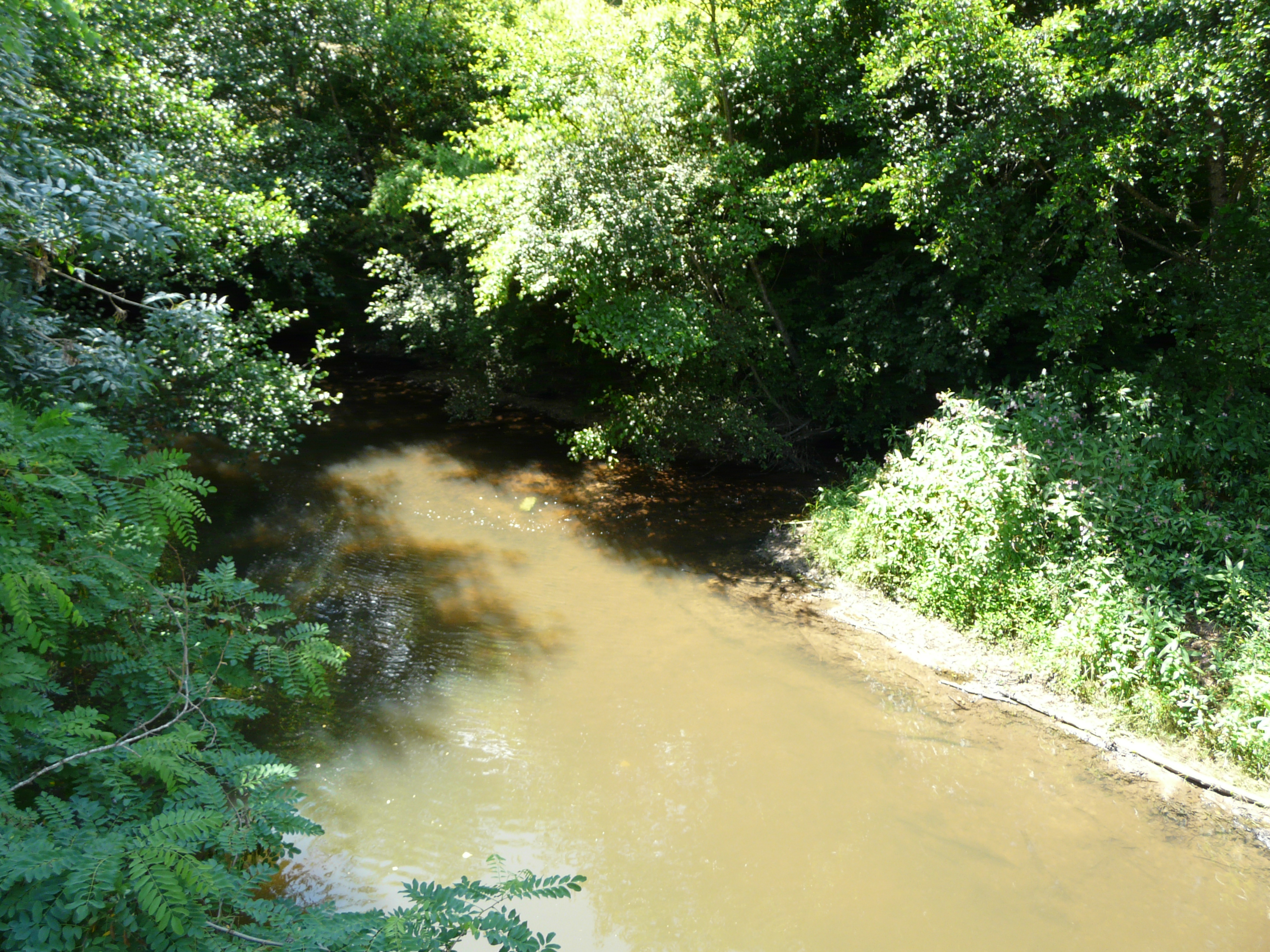
L'Isle au niveau de sa confluence avec le Périgord (provenant de la droite).
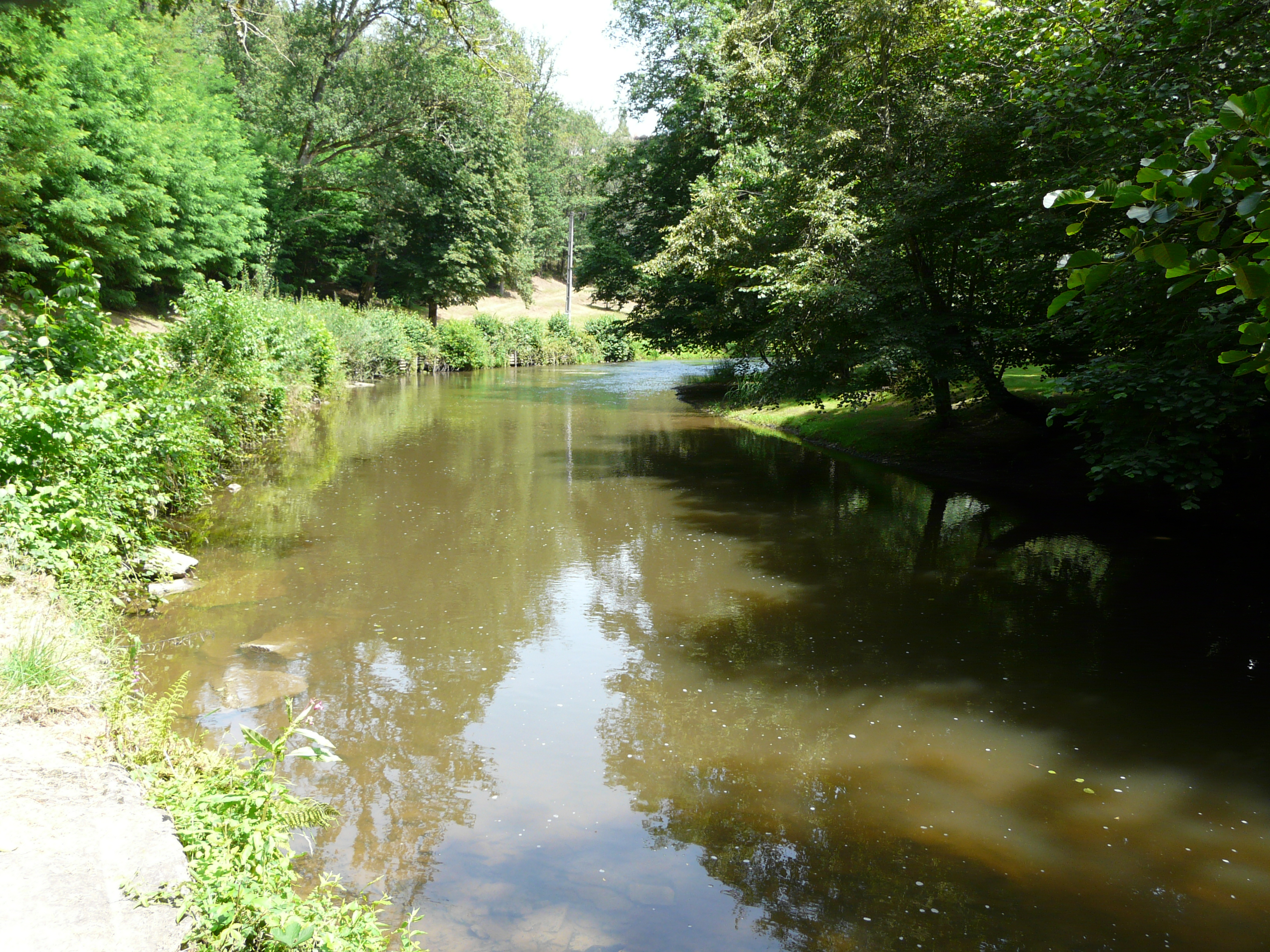
L'Isle en contrebas du bourg de Jumilhac-le-Grand.
Réseaux hydrographique et routier de Jumilhac-le-Grand.

#### Gestion et qualité des eaux
Le territoire communal est couvert par le schéma d'aménagement et de gestion des eaux (SAGE) « Isle - Dronne ». Ce document de planification, dont le territoire regroupe les bassins versants de l'Isle et de la Dronne, d'une superficie de 7 500 km2, a été approuvé le 2 août 2021. La structure porteuse de l'élaboration et de la mise en œuvre est l'établissement public territorial de bassin de la Dordogne (EPIDOR). Il définit sur son territoire les objectifs généraux d’utilisation, de mise en valeur et de protection quantitative et qualitative des ressources en eau superficielle et souterraine, en respect des objectifs de qualité définis dans le troisième SDAGE  du Bassin Adour-Garonne qui couvre la période 2022-2027, approuvé le 10 mars 2022.
La qualité des eaux de baignade et des cours d’eau peut être consultée sur un site dédié géré par les agences de l’eau et l’Agence française pour la biodiversité.

### Climat
Pour des articles plus généraux, voir Climat de la Nouvelle-Aquitaine et Climat de la Dordogne.
Historiquement, la commune est dans une zone de transition entre les climats océaniques aquitain et limousin.  
En 2020, Météo-France publie une typologie des climats de la France métropolitaine dans laquelle la commune est exposée à un climat océanique altéré et est dans la région climatique  Ouest et nord-ouest du Massif Central, caractérisée par une pluviométrie annuelle de 900 à 1 500 mm, maximale en automne et en hiver.
Pour la période 1971-2000, la température annuelle moyenne est de 11,6 °C, avec  une amplitude thermique annuelle de 14,7 °C. Le cumul annuel moyen de précipitations est de 1 125 mm, avec 13 jours de précipitations en janvier et 7,9 jours en juillet. Pour la période 1991-2020, la température moyenne annuelle observée sur la station météorologique la plus proche, située sur la commune de La Coquille à 9 km à vol d'oiseau, est de 12,1 °C et le cumul annuel moyen de précipitations est de 1 178,8 mm,. Pour l'avenir, les paramètres climatiques de la commune estimés pour 2050 selon différents scénarios d’émission de gaz à effet de serre sont consultables sur un site dédié publié par Météo-France en novembre 2022.

## Urbanisme

### Typologie
Au 1er janvier 2024, Jumilhac-le-Grand est catégorisée commune rurale à habitat très dispersé, selon la nouvelle grille communale de densité à 7 niveaux définie par l'Insee en 2022.
Elle est située hors unité urbaine. Par ailleurs la commune fait partie de l'aire d'attraction de Saint-Yrieix-la-Perche, dont elle est une commune de la couronne,. Cette aire, qui regroupe 11 communes, est catégorisée dans les aires de moins de 50 000 habitants,.

### Occupation des sols
L'occupation des sols de la commune, telle qu'elle ressort de la base de données européenne d’occupation biophysique des sols Corine Land Cover (CLC), est marquée par l'importance des territoires agricoles (63,4 % en 2018), en augmentation par rapport à 1990 (57,3 %). La répartition détaillée en 2018 est la suivante : 
zones agricoles hétérogènes (37,5 %), forêts (33,4 %), prairies (19 %), terres arables (6,1 %), milieux à végétation arbustive et/ou herbacée (2,6 %), cultures permanentes (0,8 %), zones urbanisées (0,7 %). L'évolution de l’occupation des sols de la commune et de ses infrastructures peut être observée sur les différentes représentations cartographiques du territoire : la carte de Cassini (XVIIIe siècle), la carte d'état-major (1820-1866) et les cartes ou photos aériennes de l'IGN pour la période actuelle (1950 à aujourd'hui).

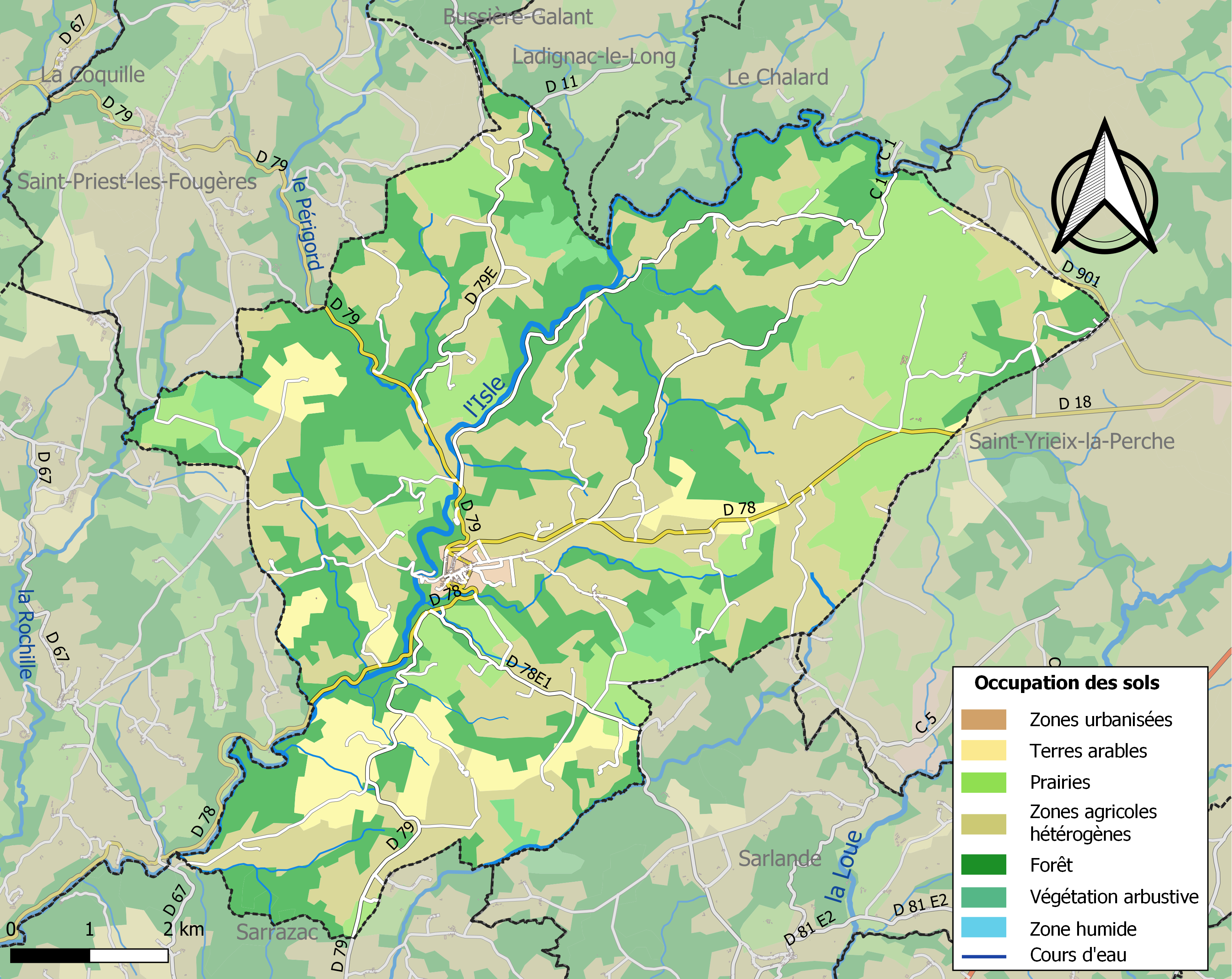
Carte des infrastructures et de l'occupation des sols de la commune en 2018 (CLC).

### Prévention des risques
Le territoire de la commune de Jumilhac-le-Grand est vulnérable à différents aléas naturels : météorologiques (tempête, orage, neige, grand froid, canicule ou sécheresse), inondations, feux de forêts, mouvements de terrains et séisme (sismicité très faible). Il est également exposé à un risque particulier : le risque de radon. Un site publié par le BRGM permet d'évaluer simplement et rapidement les risques d'un bien localisé soit par son adresse soit par le numéro de sa parcelle.

#### Risques naturels
Certaines parties du territoire communal sont susceptibles d’être affectées par le risque d’inondation par débordement de cours d'eau, notamment l'Isle, le Périgord, la Rochille et le ruisseau le Laveau. La commune a été reconnue en état de catastrophe naturelle au titre des dommages causés par les inondations et coulées de boue survenues en 1982, 1993, 1999, 2008 et 2012,.
Jumilhac-le-Grand est exposée au risque de feu de forêt. L’arrêté préfectoral du 14 mars 2013 fixe les conditions de pratique des incinérations et de brûlage dans un objectif de réduire le risque de départs d’incendie. À ce titre, des périodes sont déterminées : interdiction totale du 15 février au 15 mai et du 15 juin au 15 octobre, utilisation réglementée du 16 mai au 14 juin et du 16 octobre au 14 février. En septembre 2020, un plan inter-départemental de protection des forêts contre les incendies (PidPFCI) a été adopté pour la période 2019-2029,.

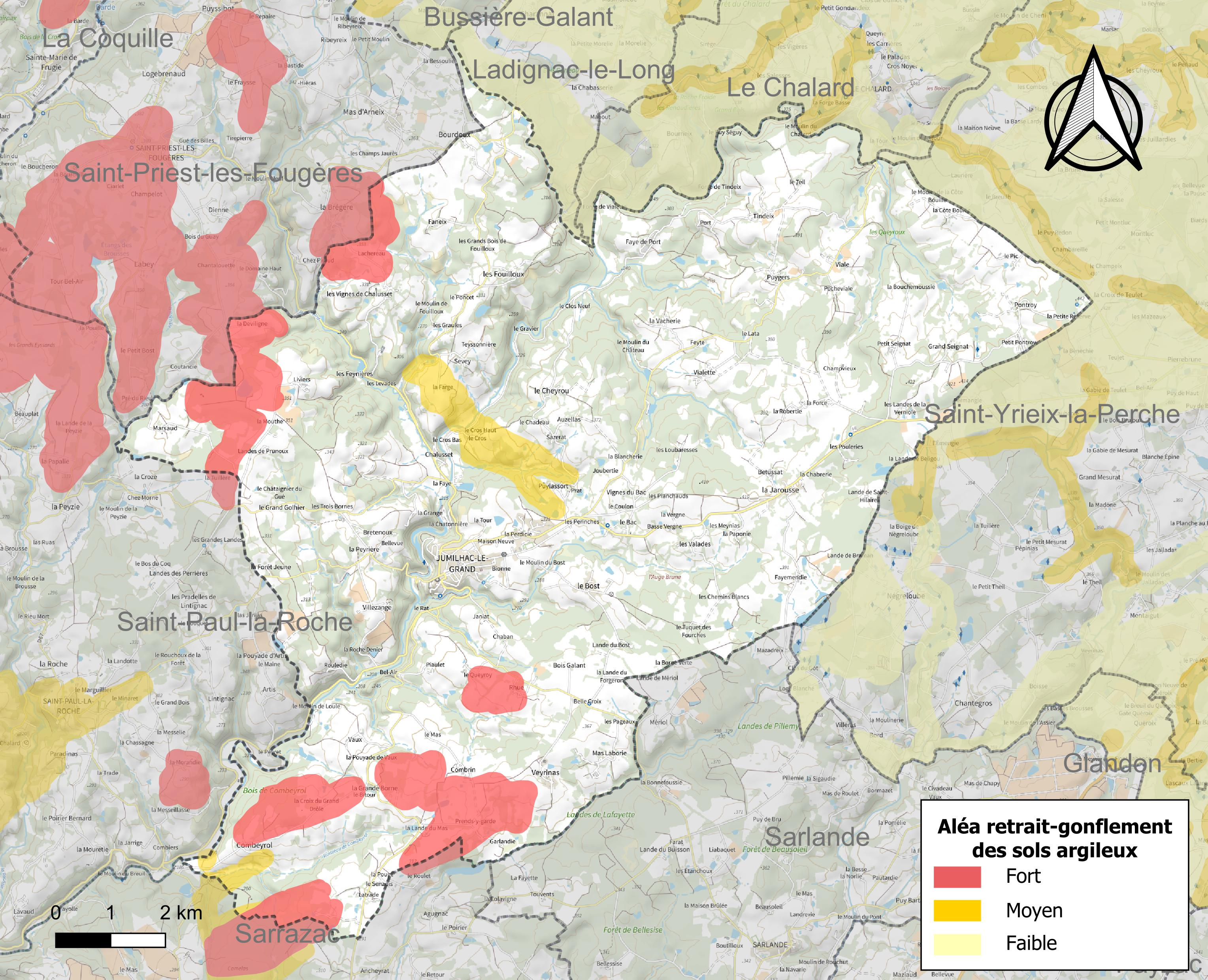
Carte des zones d'aléa retrait-gonflement des sols argileux de Jumilhac-le-Grand.

Les mouvements de terrains susceptibles de se produire sur la commune sont des tassements différentiels. Le retrait-gonflement des sols argileux est susceptible d'engendrer des dommages importants aux bâtiments en cas d’alternance de périodes de sécheresse et de pluie. 10,7 % de la superficie communale est en aléa moyen ou fort (58,6 % au niveau départemental et 48,5 % au niveau national métropolitain). Depuis le 1er octobre 2020, en application de la loi ÉLAN, différentes contraintes s'imposent aux vendeurs, maîtres d'ouvrages ou constructeurs de biens situés dans une zone classée en aléa moyen ou fort,.
La commune a été reconnue en état de catastrophe naturelle au titre des dommages causés par la sécheresse en 2003 et 2012 et par des mouvements de terrain en 1999.

#### Risque particulier
Dans plusieurs parties du territoire national, le radon, accumulé dans certains logements ou autres locaux, peut constituer une source significative d’exposition de la population aux rayonnements ionisants. Selon la classification de 2018, la commune de Jumilhac-le-Grand est classée en zone 3, à savoir zone à potentiel radon significatif.

## Toponymie

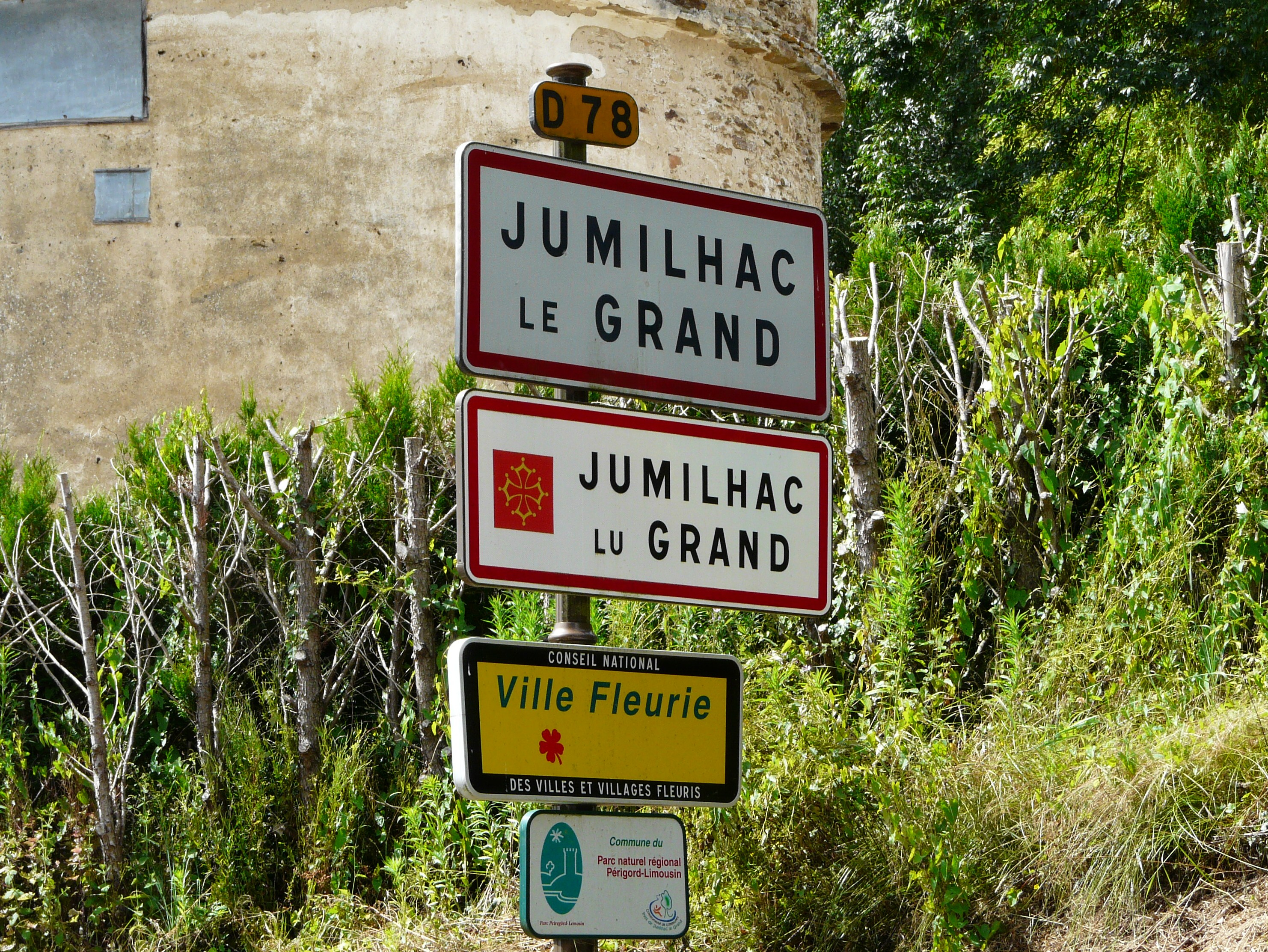
Panneau d'entrée à Jumilhac-le-Grand, en français et en occitan.

Dès le VIe siècle, dans une correspondance entre les évêques de Limoges et de Périgueux, le lieu est identifié sous le nom latin de Diocesis Gemiliacensis, évoluant au siècle suivant vers Gemiliacus puis vers Jumilhacum au XIVe siècle. Le nom a pour origine un personnage gallo-roman Gemellius auquel a été accolé le suffixe -acum, indiquant par-là le domaine de Gemellius.
Le qualificatif « le Grand » se réfère à la taille du château, très importante, mais aussi pour différencier Jumilhac-le-Grand d'une autre petite localité périgordine : Jumilhac-le-Petit, devenue Jumilhac-de-Cole au XIXe siècle.
Sur la carte de Cassini représentant la France entre 1756 et 1789, le lieu est appelé « Le Grand Jumilhac ».
En occitan, la commune porte le nom de Jumilhac lu Grand.
Sur la planète Mars, fin avril 2021, l'une des cibles d'analyses poussées effectuées sur un affleurement sédimentaire par l'astromobile Curiosity de la NASA, est baptisée d'après la commune.

## Histoire

### Antiquité
Au Ve siècle av. J.-C., les Gaulois Lémovices commencèrent à exploiter plus d'une vingtaine de mines d'or sur le territoire de la commune actuelle, avec un village peuplé de mineurs. Plusieurs nécropoles du Premier âge du fer ont aussi été retrouvées dans la commune, au sein du district minier de Saint-Yrieix-la-Perche. L’exploitation de ces mines a été arrêtée après la conquête romaine.
La mine des Fouilloux, située à Jumilhac, a été fouillée de façon particulièrement approfondie. On sait ainsi qu’avant la mise en exploitation, les Gaulois ont pratiqué des sondages exploratoires qui leur ont permis de déceler l’orientation et la puissance des gisements. Alors que l’exploitation a commencé par le creusement en fosse (donc à ciel ouvert) elle se poursuit en galeries à partir des périodes de La Tène D1-D2. Cette évolution de l’exploitation a entraîné l’installation d’un boisage de soutènement dense, retrouvé en place lors des fouilles. L’évacuation des eaux a contraint au creusement d'une galerie d’exhaure pour la fosse à ciel ouvert, et l’installation. Il semble que l’exhaure ait ensuite été assurée par une vis d’Archimède lorsque le chantier de la mine s’est approfondi. Enfin, il semble que l’importante population minière vivait à l'écart des mines (aucun habitat à proximité immédiate des fosses).
La fosse de la mine des Fouilloux, comblée par du bois d’abattage aux VIe – VIIe siècles, témoigne du défrichement des zones voisines ainsi remises en culture.

### Moyen Âge
Un prieuré (ou celle) de l'ordre de Grandmont est fondé en 1194 à l'écart du bourg à La Faye. Il abritait sept clercs en 1295.
Au Moyen Âge, la paroisse de Jumilhac était divisée en trois seigneuries distinctes : celle de la famille de Bruchard (Bruchardie), celle de la famille de La Porte et celle de la famille Teyssières. Au XIVe siècle ne restaient plus que les seigneuries de Bruchardie, dont le château était à l'emplacement du château actuel de Jumilhac, et de La Porte, dont le château se confrontait au cimetière, au chemin de l'Église au pont du Mur.
La seigneurie de Bruchardie appartint à la famille puis successivement aux familles de Coignac, Salignac, La Roche-Aymon et Vars, alors que celle de La Porte appartint successivement aux familles  Robert de Saint-Jal, Salignac et Crevant.

### Époque moderne
À la fin du XVIe siècle apparaît alors un riche maître de forges, Antoine Chapelle. En 1579, Antoine Chapelle est veuf de Catherine Baillot. Il a eu de son premier mariage au moins deux filles et un fils. Le 5 octobre 1579, il se remarie avec Marguerite de Vars qui lui a apporté la seigneurie de Bruchardie à Jumilhac. François de Crevant lui a vendu, par un acte du 24 juin 1581, la seigneurie de La Porte avec les ruines du château situées à Jumilhac. Il a alors réuni toutes les seigneuries de Jumilhac. Celui-ci avait prêté de fortes sommes d'argent à Henri de Navarre pour financer ses campagnes. Il était probablement protestant. Marguerite de Vars l'était. Henri de Navarre étant devenu roi de France, il l'a anobli en décembre 1597, faisant de lui le premier baron de Jumilhac, ce qui a peut-être tenu lieu de remboursement. Son fils, Antoine Chapelle, baron de Jumilhac, s'est marié le 3 janvier 1610 avec Louise de Hautefort (morte en 1645), fille de François de Hautefort (vers 1541-1640), premier marquis de Hautefort.
Son petit-fils François Chapelle, obtient que Jumilhac soit érigé en marquisat, par lettres patentes de 1655, enregistrées en 1657 par le parlement de Bordeaux. Ses descendants gardent le titre et le portent jusqu'en 1980.

### Après la Révolution
En l'An II de la Révolution, la commune de Chalusset fusionne avec celle de Jumilhac.

### Liste des barons puis marquis de Jumilhac

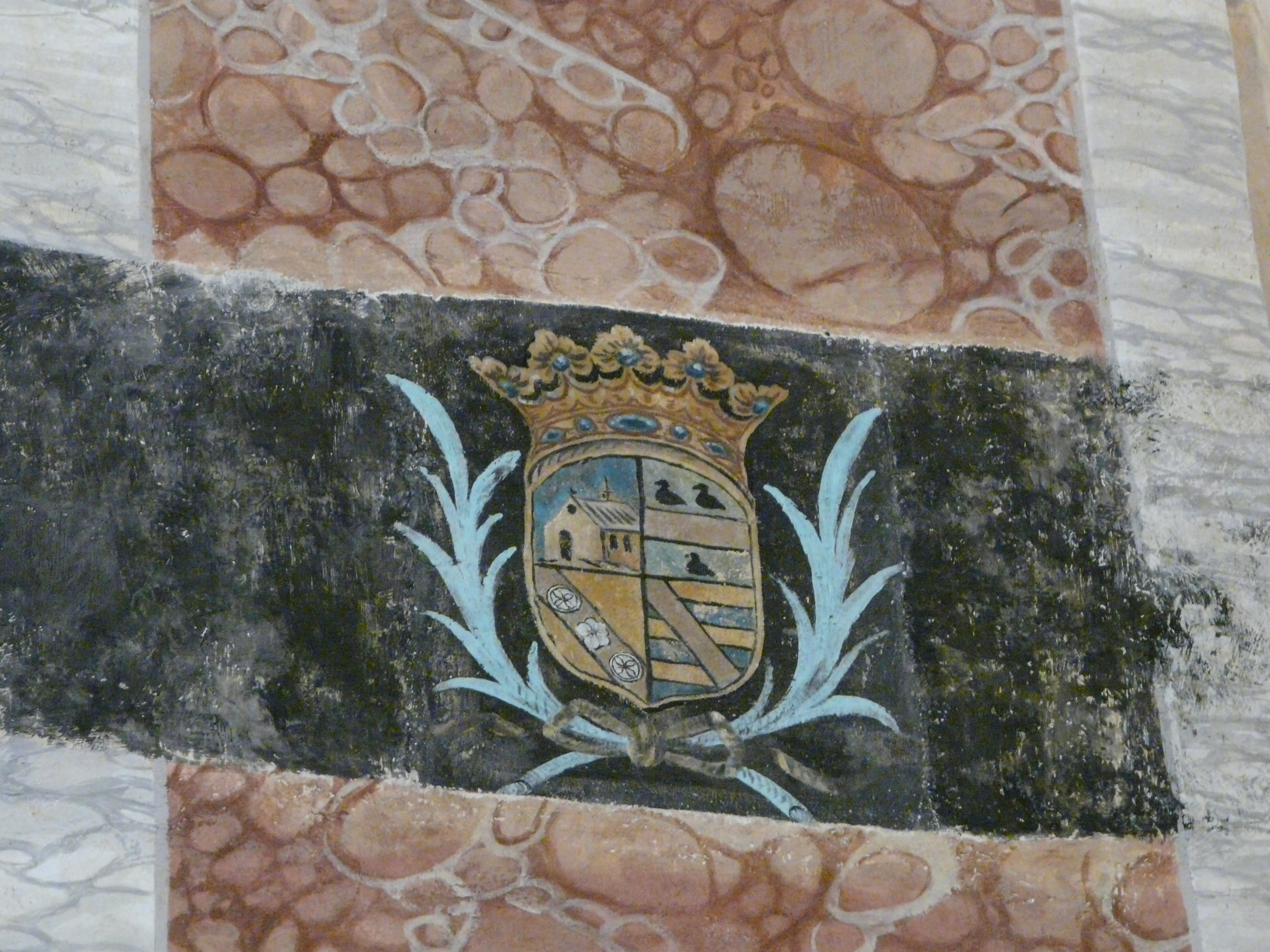
Les armoiries de Jean-François Chapelle de Jumilhac.

- 1581-1611 Antoine Ier Chapelle (v.1529-1611), 1er comte de Jumilhac
- 1611-1631 Antoine II Chapelle (+1631), 2e comte de Jumilhac, son fils
- 1631-1633 Jacques Chapelle (v.1579-1633), 3e comte de Jumilhac, son frère
- 1633-1675 François Chapelle (1617-1675), 1er marquis de Jumilhac en 1655, son fils
- 1675-1693 Jean-François Chapelle (1649-1693), 2e marquis de Jumilhac, son fils
- 1693-1783 Pierre-Joseph Chapelle (1692-1783), 3e marquis de Jumilhac, son fils
- 1783-1798 Pierre-Marie Chapelle (1735-1798), 4e marquis de Jumilhac, son fils
- 1798-1826 Antoine Pierre Joseph Chapelle (1764-1826), 5e marquis de Jumilhac, son fils
- 1826-1879 Armand-François-Odet Ier Chapelle (1804-1879), 6e marquis de Jumilhac, son fils, 6e duc de Richelieu et 9e duc de Fronsac en 1822, par héritage de son oncle maternel le 5e duc Armand Emmanuel de Vignerot du Plessis
- 1879-1880 Armand Chapelle (1847-1880), 7e marquis de Jumilhac, 7e duc de Richelieu et 10e duc de Fronsac, son neveu
- 1880-1952 Odet-Armand Chapelle (1875-1952), 8e marquis de Jumilhac, 8e et dernier duc de Richelieu et 11e et dernier duc de Fronsac, mari d'Alice Heine.
- 1952 Armand-Odet II Chapelle (1886-1966), 9e marquis de Jumilhac, arrière-arrière-petit-neveu du 5e marquis
- 1952-1980 Raymond-Odet Chapelle (1887-1980), 10e marquis de Jumilhac, son frère
- 1980-en cours Henry-Armand de La Tour-du-Pin, 11e marquis de Jumilhac, son petit-fils.

## Politique et administration

### Rattachements administratifs et électoraux
La commune de Jumilhac-le-Grand (appelée Jumilhac à l'époque) est devenue, dès 1790, le chef-lieu du canton de Jumilhac qui dépendait du district d'Excideuil jusqu'en 1795, date de suppression des districts. En 1801 le canton est rattaché à l'arrondissement de Nontron.
Dans le cadre de la réforme de 2014 définie par le décret du 21 février 2014, ce canton disparaît aux élections départementales de mars 2015. La commune est alors rattachée au canton de Thiviers.

### Intercommunalité
Fin 1995, Jumilhac-le-Grand intègre dès sa création la communauté de communes du Pays de Jumilhac-le-Grand. Celle-ci est renommée le 1er janvier 2017 en communauté de communes des Marches du Périg'Or Limousin Thiviers-Jumilhac puis en octobre 2017 en communauté de communes Périgord-Limousin.

### Administration municipale
La population de la commune étant comprise entre 500 et 1 499 habitants au recensement de 2017, quinze conseillers municipaux ont été élus en 2020,.

### Liste des maires

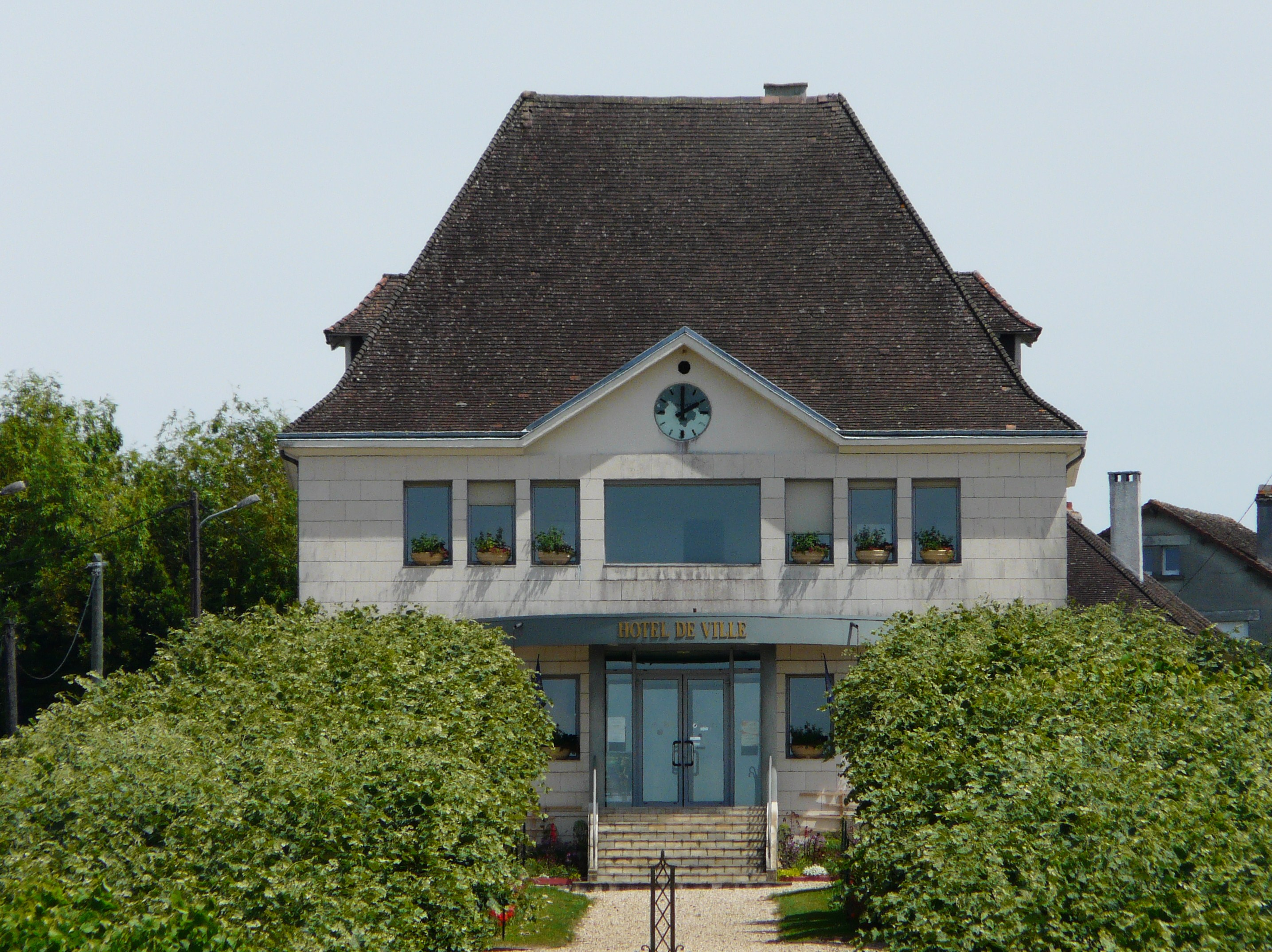
L'Hôtel de ville.

| Période                                  | Période    | Identité          | Étiquette | Qualité                                                       |
| ---------------------------------------- | ---------- | ----------------- | --------- | ------------------------------------------------------------- |
| Les données manquantes sont à compléter. |            |                   |           |                                                               |
|                                          |            |                   |           |                                                               |
| 1963                                     | 1971       | Gabriel Breton    |           |                                                               |
| 1971                                     | 1977       | François Tilly    |           | Compagnon de la Libération                                    |
| 1977                                     | 1983       | René Vidal        |           |                                                               |
| 1983                                     | 1995       | Fernand Lapouyade |           |                                                               |
| 1995                                     | mars 2008  | Michel Karp       | PS        | Conseiller général du canton de Jumilhac-le-Grand (1998-2015) |
| mars 2008                                | avril 2015 | Yves Congé        | PS        | Adjoint administratif                                         |
| avril 2015 (réélue en juillet 2020)      | En cours   | Annick Maurussane | PS        |                                                               |

### Politique environnementale
Jumilhac-le-Grand a obtenu le diplôme du Prix spécial du jury pour le « Concours départemental du fleurissement année 2010 » et a reçu sa première fleur au « Concours des villes et villages fleuris » d'Aquitaine en 2012. Dans son palmarès 2024, le Conseil national de villes et villages fleuris de France a attribué deux fleurs à la commune.
Sur la commune voisine du Chalard, en limite de Jumilhac-le-Grand, se trouve l'ancienne mine aurifère du Bourneix, exploitée jusqu'en 2002 par Areva, aujourd'hui sous surveillance environnementale pour le traitement de eaux. Cette ancienne mine inquiète les associations environnementales locales qui redoutent des pollutions diffuses des eaux de l'Isle par des métaux lourds (résidus de l'exploitation de la mine).

### Jumelages
Huit des neuf communes de l'ancienne communauté de communes du Pays de Jumilhac-le-Grand, dont Jumilhac-le-Grand, sont jumelées avec la municipalité allemande de Romrod depuis 2012, La Coquille l'étant depuis 1990.

## Équipements et services publics

### Enseignement
Pour l'enseignement primaire, la commune est en regroupement pédagogique intercommunal avec celle de Saint-Paul-la-Roche.

### Justice
Dans le domaine judiciaire, Jumilhac-le-Grand relève : 
- du tribunal judiciaire, du tribunal pour enfants, du conseil de prud'hommes et du tribunal de commerce de Périgueux ;
- du pôle Nationalité du tribunal judiciaire de Périgueux (compétent uniquement dans le domaine de la nationalité) ;
- de la cour d'appel, du tribunal administratif et de la  cour administrative d'appel de Bordeaux.

## Population et société

### Démographie
Pendant plus de deux siècles, la population communale a dépassé les 2 500 habitants, jusqu'à atteindre un maximum en 1901 avec 3 406 habitants. Elle a ensuite décru de façon quasi continue depuis cette date pour descendre en dessous des 1 300 habitants depuis les années 1990.
L'évolution du nombre d'habitants est connue à travers les recensements de la population effectués dans la commune depuis 1793. Pour les communes de moins de 10 000 habitants, une enquête de recensement portant sur toute la population est réalisée tous les cinq ans, les populations de référence des années intermédiaires étant quant à elles estimées par interpolation ou extrapolation. Pour la commune, le premier recensement exhaustif entrant dans le cadre du nouveau dispositif a été réalisé en 2005.

En 2022, la commune comptait 1 140 habitants, en évolution de −8,36 % par rapport à 2016 (Dordogne : +0,37 %, France hors Mayotte : +2,11 %).
| 1793  | 1800  | 1806  | 1821  | 1831  | 1836  | 1841  | 1846  | 1851  |
| ----- | ----- | ----- | ----- | ----- | ----- | ----- | ----- | ----- |
| 2 604 | 2 424 | 2 541 | 3 170 | 3 188 | 3 192 | 3 134 | 3 259 | 3 277 |

| 1856  | 1861  | 1866  | 1872  | 1876  | 1881  | 1886  | 1891  | 1896  |
| ----- | ----- | ----- | ----- | ----- | ----- | ----- | ----- | ----- |
| 3 270 | 2 948 | 3 050 | 2 583 | 2 707 | 2 755 | 2 846 | 3 080 | 3 130 |

| 1901  | 1906  | 1911  | 1921  | 1926  | 1931  | 1936  | 1946  | 1954  |
| ----- | ----- | ----- | ----- | ----- | ----- | ----- | ----- | ----- |
| 3 406 | 3 350 | 3 142 | 2 819 | 2 613 | 2 464 | 2 369 | 2 272 | 2 045 |

| 1962  | 1968  | 1975  | 1982  | 1990  | 1999  | 2005  | 2006  | 2010  |
| ----- | ----- | ----- | ----- | ----- | ----- | ----- | ----- | ----- |
| 1 896 | 1 654 | 1 535 | 1 411 | 1 260 | 1 213 | 1 233 | 1 242 | 1 214 |

| 2015  | 2020  | 2022  | - | - | - | - | - | - |
| ----- | ----- | ----- | - | - | - | - | - | - |
| 1 249 | 1 144 | 1 140 | - | - | - | - | - | - |

## Économie

### Emploi
En 2015, parmi la population communale comprise entre 15 et 64 ans, les actifs représentent 541 personnes, soit 43,3 % de la population municipale. Le nombre de chômeurs (70) a augmenté par rapport à 2010 (61) et le taux de chômage de cette population active s'établit à 12,9 %.

### Établissements
Au 31 décembre 2015, la commune compte 180 établissements, dont 75 au niveau des commerces, transports ou services, quarante-sept dans l'agriculture, la sylviculture ou la pêche, vingt-sept dans la construction, vingt relatifs au secteur administratif, à l'enseignement, à la santé ou à l'action sociale, et onze dans l'industrie.

### Prospection
Le territoire communal a, depuis l'époque celte, comme d'autres situés en Haute-Vienne, fait l'objet d'extraction d'or, le dernier site minier ayant fermé en l'an 2000. En décembre 2016, le secrétaire d'État chargé de l'industrie a accordé à une entreprise minière un permis de recherche d'or et d'autres métaux rares sur un territoire englobant la commune et neuf autres de la Haute-Vienne,.

## Culture locale et patrimoine

### Lieux et monuments
- Le château de Jumilhac, XVe, XVIe et XVIIe siècles, visitable[84], est classé au titre des monuments historiques à trois reprises en 1922, 1923 et 1924[85].
- L'ancien pigeonnier du château, qui n'est plus rattaché au domaine, demeure à l'entrée sud du bourg, au bord de la route départementale 78.
- L'église Saint-Pierre-ès-Liens, XIIe et XIVe siècles, de styles roman et gothique, est inscrite au titre des monuments historiques en 1925[86].
- Le pont de la Tour, endroit où l'Isle quitte le Limousin (communes de Saint-Yrieix-la-Perche et Le Chalard) pour entrer en Aquitaine, est classé au titre des monuments historiques en 1984[87].
- La « Galerie de l'Or » présente l'or, depuis son exploitation jusqu'à ses différentes applications et propose des stages d'orpaillage[88].

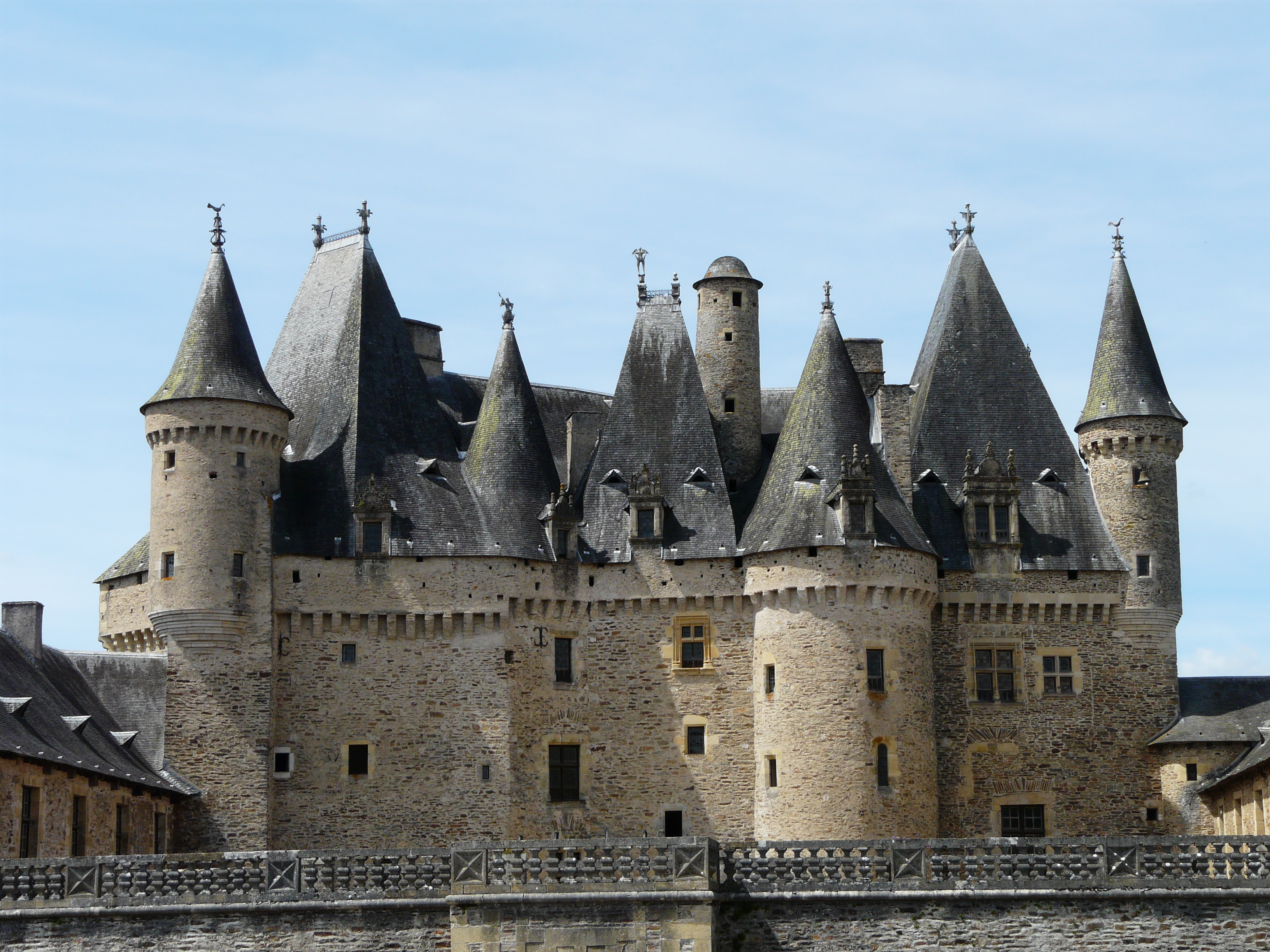
Le logis du château de Jumilhac.
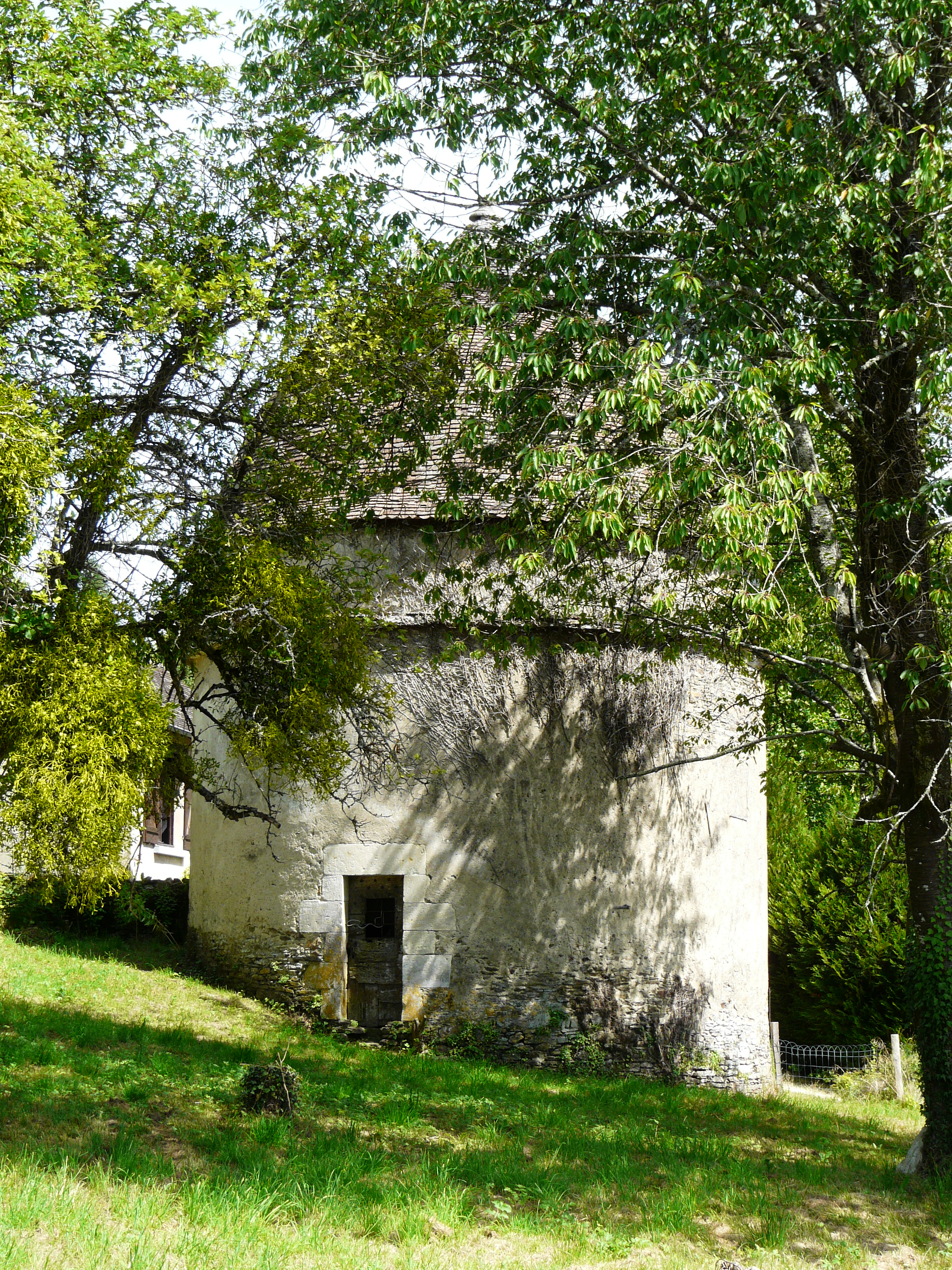
L'ancien pigeonnier du château.
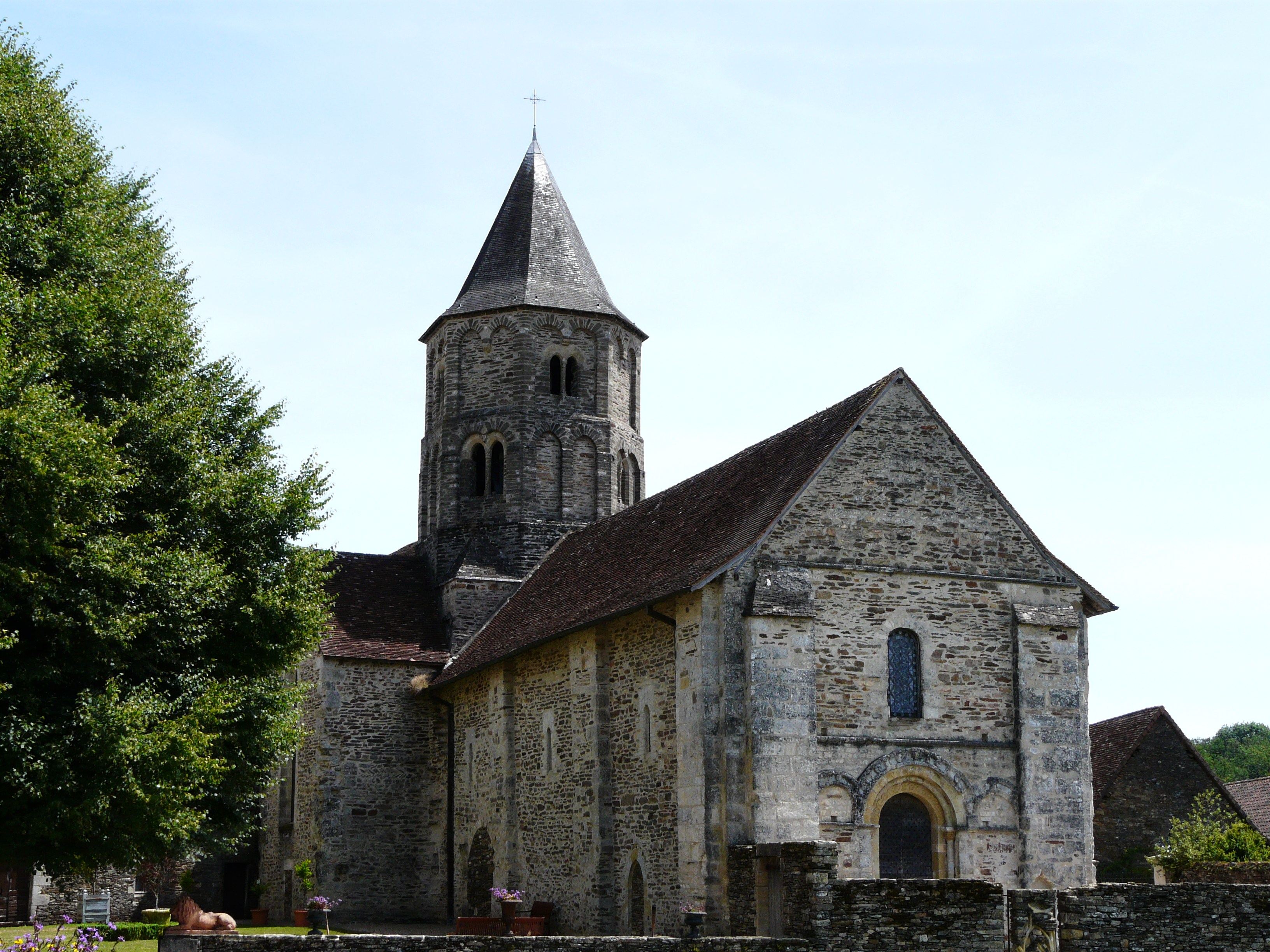
L'église Saint-Pierre-ès-Liens.
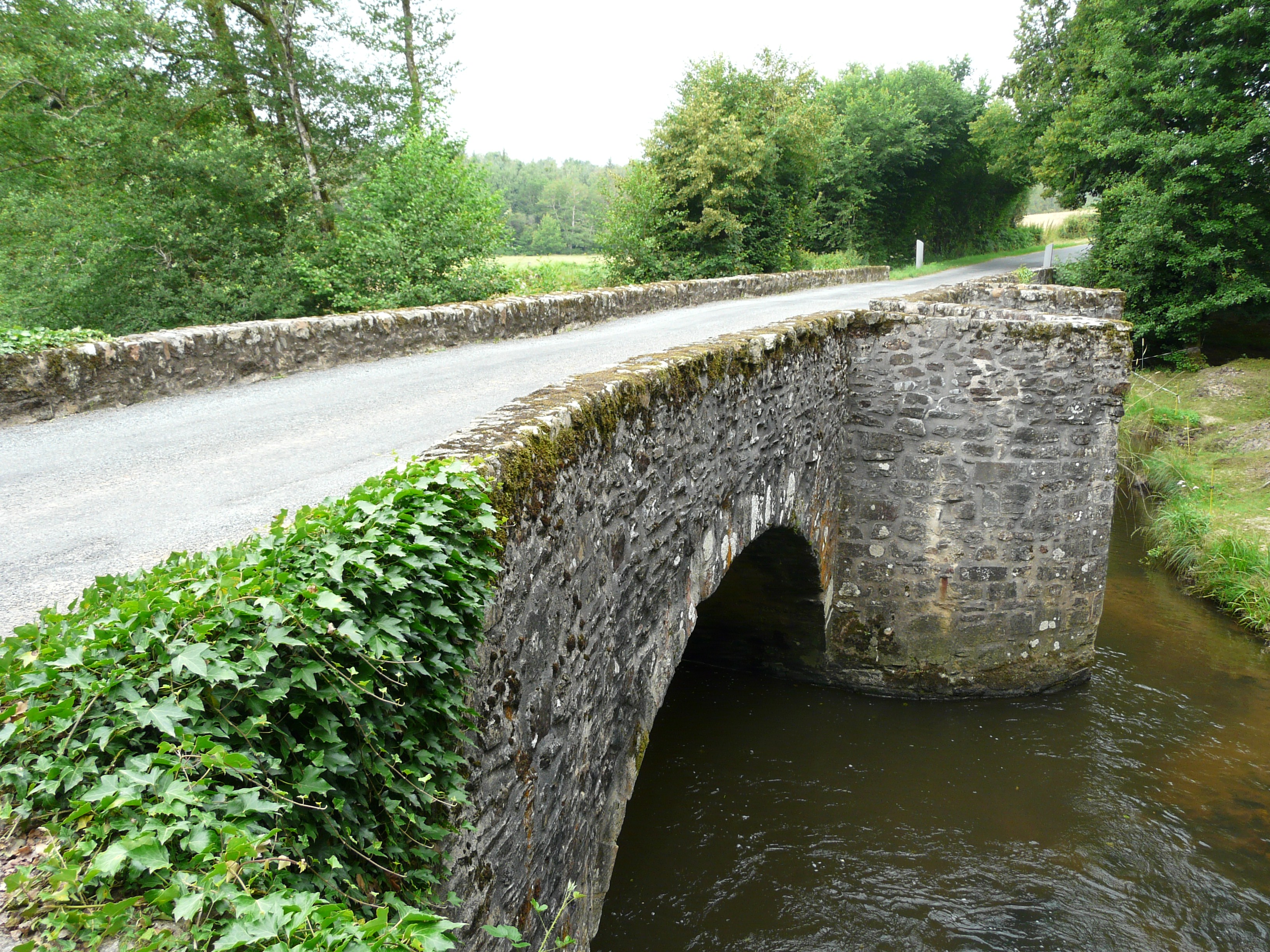
Le pont de la Tour.

### Patrimoine naturel

#### Parc naturel régional Périgord-Limousin
Depuis sa création en 1998, le parc naturel régional Périgord-Limousin intègre la commune de Jumilhac-le-Grand.
La commune propose plusieurs parcours de randonnées (pédestre et à vélo) ainsi qu'un parcours de santé, à proximité des gorges du Ruchalet.

#### ZNIEFF
La commune présente une zone naturelle d'intérêt écologique, faunistique et floristique (ZNIEFF) de type I : depuis la Chatonnière, au nord du bourg de Jumilhac, jusqu'au Moulin de Loule, en limite de la commune de Saint-Paul-la-Roche, l'Isle sinue sur environ quatre kilomètres dans des gorges présentant une flore dont certaines espèces sont de type montagnard,.

### Personnalités liées à la commune
- Saint Eusice, VIe siècle, fondateur de l'abbaye de Selles-sur-Cher, serait né près de Jumilhac[91],[92].
- Antoine Pierre Joseph Chapelle  (1764-1826). général français de la révolution et de l’Empire, marquis de Jumilhac
- Louis-Victor-Léon de Rochechouart, (1788-1858), général français, gouverneur militaire de Paris, est décédé à Jumilhac.
- Eugène Le Roy (1836-1907), auteur de Jacquou le Croquant, s'y est marié et y fut percepteur[93].
- Fernand Dupuy (1917-1999), homme politique, auteur de L'Albine, scènes de la vie en Limousin et en Périgord vert, est né à Jumilhac[94].
- François Tilly (1910-1983), Compagnon de la Libération[95], Résistant et membre des FNFL, devenu maire de Jumilhac[96].
- Marcel Join (1935-2019), homme politique, ancien député de la Gironde, est né à Jumilhac-le-Grand.

### Héraldique
| Blason de Jumilhac-le-Grand | Blason  | Coupé, au premier d’azur au château du lieu d’or mouvant du trait de partition, au deuxième parti, au I d’azur à l’église du lieu d’or en perspective, ouverte et ajourée de sable, et au II, d’azur à la lettre capitale cursive J d’or colletée d'une couronne de marquis du même. |
| Blason de Jumilhac-le-Grand | Détails | Officiel, présent sur le site internet de la commune. |

## Pour approfondir